# Ange-Félix Patassé
Ange-Félix Patassé (ur. 25 stycznia 1937 w Paoui, zm. 5 kwietnia 2011 w Duali w Kamerunie) – polityk środkoafrykański. Premier (1976–1978) i prezydent Republiki Środkowoafrykańskiej (1993–2003).

## Życiorys
Patassé działał na scenie politycznej od uzyskania niepodległości przez Republikę Środkowoafrykańską w 1960. Po dojściu do władzy w Jean-Bédela Bokassy w 1966 zasiadał we wszystkich rządach powoływanych przez prezydenta. W latach 1966–76 był ministrem kilku resortów, a od 5 września 1976 do 14 lipca 1978 pełnił funkcję premiera kraju. Ustąpił w 1978 tłumacząc to problemami ze zdrowiem. Był w tym czasie jednym z najbardziej zaufanych współpracowników Bokassy. Krótko przed obaleniem Bokassy w 1979 niespodziewanie wystąpił przeciwko jego rządom i ogłosił utworzenie Ruchu na rzecz Wyzwolenia Ludu Afryki Środkowej. Po upadku Bokassy Francuzi przywrócili do władzy pierwszego prezydenta kraju Davida Dacko, który umieścił Patasségo w areszcie domowym, z którego został jednak zwolniony z powodu stanu zdrowia. W 1981 Patassé chciał zostać prezydentem, jednak przegrał z Dacko, który w kilka miesięcy później został obalony w wyniku zamachu stanu.
W latach 80. stał się głównym przywódcą demokratycznej opozycji przeciw dyktatorskim rządom prezydenta André Kolingby. W marcu 1982 dokonał przeciw Kolingbie nieudanego zamachu stanu. Po tych wydarzeniach uciekł do Togo, skąd kontynuował działalność opozycyjną.
W 1993 Kolingba pod naciskiem międzynarodowej opinii publicznej zgodził się na demokratyczne reformy oraz na przeprowadzenie pierwszych w historii kraju wolnych wyborów prezydenckich. Zwycięzcą wyborów został Patassé i 22 października 1993 objął stanowisko prezydenta. W krótkim czasie również i on doprowadził swoimi działaniami do powstania potężnej opozycji wobec swoich rządów. Doprowadziło to do buntu armii i nieudanego zamachu stanu w maju 2001, na czele którego stał były prezydent Kolingba. Patassé został odsunięty od władzy w wyniku kolejnego zamachu stanu z marca 2003. Podczas pobytu Patassé na konferencji w Nigrze rebelianci opanowali lotnisko w stolicy kraju, Bangi; co uniemożliwiło mu powrót. Na czele rewolty stał dawny współpracownik Patasségo François Bozizé, który przejął władzę w kraju i został nowym prezydentem.
Patassé nie mogąc wrócić do kraju wyjechał do Togo, gdzie przebywał już wcześniej na wygnaniu w latach 1982-92. Do kraju po raz pierwszy powrócił w 2008. Wziął udział w wyborach prezydenckich w 2010, które wyraźnie przegrał z Bozizé stosunkiem głosów 66% do 20%. Patassé był już wtedy bardzo chory, zmagał się z cukrzycą. Niebawem trafił do szpitala w Kamerunie, gdzie zmarł.